# Locationscout
Locationscout (auch: Location Scout) ist ein künstlerischer Beruf der Medienbranche. Locationscouts finden Drehorte für Film- und Fotoproduktionen. Der Suche nach den Motiven geht dabei das Lesen des Drehbuchs und ein intensiver künstlerischer Austausch mit dem Szenenbildner voraus. Er muss aber auch Rücksicht auf logistische und finanzielle Anforderungen der Produktion nehmen. Die Motivsuche war früher noch Teil der Arbeit des Szenenbildners, wurde dann aber zunehmend ausgegliedert. Seit den 1990er Jahren setzt sich der Beruf immer mehr bei den Produktionsfirmen durch. Kaum eine Werbe- oder Spielfilmproduktion verzichtet auf den professionellen „Filmblick“ der Locationscouts. Im Gegensatz zum Motivaufnahmeleiter, der für die logistischen Aspekte von Drehorten zuständig ist, bestimmt der Locationscout die Orte, in denen sich ein Film oder eine Fotoproduktion bewegt nach künstlerischen Gesichtspunkten. Seit 2010 gibt es den Bundesverband Locationscouts (BVL) als Berufsverband aktiver Locationscouts in Deutschland.

## Aufgaben
Die Aufgaben des Locationscouts sind:
- Suchen und Auffinden der Drehorte gemäß den Vorgaben des Drehbuchs und in Absprache mit Szenenbildner und Regisseur
- Dokumentation der Drehorte mit Fotos oder Videos, Überprüfung auf potentielle Schwierigkeitsfaktoren,
- Prüfung der Möglichkeit der Drehgenehmigung
- Überprüfung der Infrastruktur vor Ort
- Organisation von Motivtouren (Drehortbesichtigungen) für Regisseur, Kameramann, Szenenbildner und Vertretern der Produktion.
- Nach Abnahme durch den Regisseur erfolgt die Übergabe der Drehorte an den Motivaufnahmeleiter oder Aufnahmeleiter, der dann den logistischen und organisatorischen Teil übernimmt.

### Projektbezogene Suche
Der Locationscout bespricht das Drehbuch mit dem Regisseur und dem Szenenbildner. In einigen Fällen hat er auch ein gewisses Mitsprache- oder Änderungsrecht, wenn technische oder organisatorische Widrig- oder Schwierigkeiten auftreten (z. B. Auflagen durch Motivgeber oder Behörden) oder wenn die im Drehbuch beschriebenen Locations nicht genau wie beschrieben zu finden sind.

### Projektunabhängige Suche
Locationscouts suchen und sammeln auf eigene Faust interessante Drehorte und stellen sie in eigene Locationdatenbanken ein. Es gibt auf bestimmte Drehorte spezialisierten Agenturen. Nicht selten sind diese sogar für die entsprechende Komparserie mitzuständig. Diese Art ist vor allem in den USA verbreitet, findet aber in Europa immer mehr Nachahmer.

## Online-Locationscouting
Um die Kosten des Scoutings gering zu halten, werden passende Locations im Vorfeld oft online, mit Hilfe von Google Maps, Bilddatenbanken oder Location-Plattformen recherchiert.

### Location-Plattformen
Für die unterschiedlichen regionalen Märkte existieren spezialisierte Online-Locationdatenbanken mit Verzeichnissen von privaten, öffentlichen und gewerblichen Drehorten. Diese werden zumeist von Film Commissions, Locationagenturen oder anderen gewerblichen Betreibern betrieben. Hier haben Kunden die Möglichkeit, eine Location online anzusehen. Je nach Datenbank kann man die Location dort gleich buchen oder eine Anfrage auslösen. Je nach Modell können Locationscouts und Motivgeber ihre eigenen Locations anbieten, vermarkten und Anfragen erhalten.
Weitere Recherchemöglichkeiten sind unter anderem Reise- und Fotografie-Blogs, Plattformen zur Wohnungs- und Bürovermittlung (z. B. Airbnb), Architekturblogs und -foren sowie Branchenverzeichnisse.